# ТЕС Белл-Бей
ТЕС Белл-Бей — колишня теплова електростанція на австралійському острові Тасманія.
Тасманія традиційно спиралась на свої гідроенергетичні ресурси, проте потужна засуха наприкінці 1960-х викликала до життя проєкт спорудження теплової електростанції. У 1971 та 1974 роках на майданчику в Белл-Бей ввели в дію два конденсаційні енергоблоки з паровими турбінами потужністю по 120 МВт.
У 2006 станцію доповнили шістьома призначеними для використання у відкритому циклі газовими турбінами Pratt & Whitney FT8, які перемістили з однієї із електростанцій США. Їх встановили на роботу попарно (TwinPak) зі створенням трьох установок потужністю по 35 МВт.
У 2006-му ввели в дію інтерконектор Basslink з континентальною частиною енергосистеми Австралії, що дозволило в 2009-му закрити ТЕС Белл-Бей, при цьому її найбільш нову газотурбінну чергу передали до складу нової ТЕС Тамар-Воллей.
Конденсаційні блоки вивели з експлуатації, а в середині 2020-х на місці цих демонтованих споруд передбачається запуск заводу з виробництва «зеленого» метанолу (тобто такого, де в основі технологічного ланцюжка лежать відновлювані джерела енергії з отриманням водню шляхом електролізу).
Перші три десятиліття станція використовувала паливну нафту, а з 2003-го була переведена на природний газ, який подали по трубопроводу Лонгфорд – Гобарт.
Для видалення продуктів згоряння конденсаційні блоки мали димар заввишки 110 метрів.
Воду для охолодження отримували з річки Тамар.
Видача продукції відбувалась по ЛЕП, що працювала під напругою 110 кВ.